# Trận chiến biển San Hô
Trận chiến biển Coral hay Trận chiến biển San Hô là trận hải chiến diễn ra trong Chiến tranh thế giới thứ hai từ ngày 4 tháng 5 đến ngày 8 tháng 5 năm 1942 giữa Hải quân Đế quốc Nhật Bản và Hải quân Hoa Kỳ. Địa điểm diễn ra trận đánh là biển Coral (hay biển San Hô) nằm giữa Úc, New Guinea và quần đảo Solomon thuộc Thái Bình Dương.
Trận đánh này được xem là cuộc chạm trán lần đầu tiên giữa các tàu sân bay trong lịch sử. Kết thúc trận đánh, tổn thất của Hoa Kỳ cao hơn so với Nhật Bản, nhưng Hải quân Hoa Kỳ đã phá tan kế hoạch tấn công Úc của Nhật, đồng thời tạo ra những tình thế có lợi cho người Mỹ trước trận đánh quyết định sau đó 1 tháng của chiến trường Thái Bình Dương - Trận Midway.

## Hoàn cảnh diễn ra trận đánh
Ngày 7 tháng 12 1941, Nhật bất ngờ tấn công hạm đội Thái Bình Dương của Mỹ tại Trân Châu cảng (Pearl Harbor), mở màn mặt trận Thái Bình Dương. Đến mùa hè 1942, đế quốc Nhật đã thống trị 1 vùng lãnh thổ gần 8 triệu km² bao gồm nhiều vùng đất ở Đông Á, Đông Nam Á và Tây Thái Bình Dương. Trong khi đó, quân Đồng Minh sau những thất bại liên tiếp buộc phải có thời gian để hồi phục và chuẩn bị lực lượng phản công. Do đó, chiến thuật của quân Đồng Minh vào thời điểm đó là thiết lập 1 vành đai phòng thủ trên Thái Bình Dương. Hải quân Mỹ tổ chức phòng thủ tại New Caledonia, phía nam quần đảo Solomon còn hải quân Australia phòng thủ quanh khu vực phía đông và nam New Guinea. Tướng Douglas MacArthur lui về Australia thành lập bộ tư lệnh Tây Thái Bình Dương ở Melbourne.
Trong khi đó, bộ chỉ huy Nhật Bản bước vào năm 1942 có sự tranh cãi giữa hải quân và lục quân về phương hướng chiến lược. Trong khi lục quân Nhật có ý định củng cố vững chắc các lãnh thổ đã chiếm được thì ngược lại hải quân lại cho rằng mọi thành quả vừa đạt được sẽ không thể giữ lâu bền nếu quân Nhật chỉ giới hạn trong việc phòng thủ.. Trong tình hình đó, người Nhật hoàn toàn có thể có thể tiến hành các chiến dịch đánh chiếm Úc, Ấn Độ, Hawaii và các căn cứ quan trọng khác trên Ấn Độ Dương và Thái Bình Dương. Đó sẽ là vành đai phòng thủ từ xa của Nhật Bản.
Ngày 11 và 12 tháng 3 1942, thủ tướng Nhật Hideki Tōjō đã tuyên bố tại đài phát thanh Tokyo và Quốc hội Nhật:
"Australia và New Zealand hiện đang nằm trong tầm tay của quân đội đế quốc Nhật và họ nên hiểu rằng chờ đợi sự tiếp viện vào thời điểm này là vô ích. Nếu chính phủ Australia vẫn không thay đổi chính sách đối ngoại thì họ sẽ phải chịu chung số phận với Indonesia, thuộc địa Hà Lan".
Từ Đông Nam Á và Tây Thái Bình Dương, các lực lượng Nhật Bản ngày càng tiến xa hơn về phía Nam và đe dọa Úc. Tháng 4 1942, quân đội Nhật xây dựng căn cứ tại Rabaul gần đảo New Britain, phía bắc New Guinea. Không quân Nhật cũng nhiều lần oanh tạc xuống hải cảng Darwin trên bờ biển phía Bắc nước Úc. Ý định của người Nhật là mở 2 hướng tấn công: 1 đổ bộ vào cảng Moresby và 2 là Tulagi thuộc quần đảo Solomon để có thể đưa vùng đông bắc Australia vào tầm khống chế và kiểm soát quần đảo Solomon. Phó đô đốc Shigeyoshi Inoue thành lập bốn lực lượng xung kích khác nhau gồm phó đô đốc Kiyohide Shima chỉ huy lực lượng tấn công Tulagi; phó đô đốc Marushige hành quân tại quần đảo Louisiade; phó đô đốc Sadamichi Kajioka chỉ huy lực lượng tấn công Morseby và phó đô đốc Aritomo Goto chỉ huy không lực trên các mẫu hạm. Các tư lệnh Nhật Bản rất lạc quan vì tưởng rằng hải quân Mỹ chỉ có một mẫu hạm trong vùng.
Hải quân đế quốc Nhật đã tổ chức 1 hạm đội với lực lượng gồm 2 hàng không mẫu hạm hạng nặng Shōkaku và Zuikaku (cả hai hàng không mẫu hạm này đều đã tham gia trận Trân Châu cảng), 1 hàng không mẫu hạm nhỏ Shōhō, 4 tuần dương hạm và một số tàu chở hàng cho kế hoạch tấn công. Tuy nhiên động hướng tấn công của quân Nhật đã bị phân đội Custer của tình báo Mỹ giải mã thành công nên hải quân Mỹ đã có kế hoạch đối phó. Hàng không mẫu hạm Yorktown đã có mặt tại biển Coral (biển San Hô) dưới sự chỉ huy của đô đốc Frank Jack Fletcher cùng với hàng không mẫu hạm USS Lexington đang trên đường đến. 2 hàng không mẫu hạm khác của Mỹ là Hornet và Enterprise đang ở quá xa chiến trường nên đã không thể tham gia trận đánh này.

## Diễn biến

### Tulagi
Lexington cuối cùng đã gặp mặt Yorktown vào ngày 1 tháng 5 1942. Phía Nhật do phó đô đốc Kiyohide Shima chỉ huy đã tấn công và chiếm Tulagi vào ngày 3 tháng 5 rồi ngay lập tức tổ chức xây dựng tại đây 1 căn cứ thủy phi cơ. Ngày hôm sau lực lượng tấn công hải cảng Morseby bắt đầu di chuyển, có một chiến hạm nhẹ và sáu khu trục hạm yểm trợ. Cũng vào ngày đó, sau khi được nạp nhiên liệu đầy đủ, Yorktown đã mở 3 cuộc tấn công tại Tulagi, đánh chìm khu trục hạm Kikuzuki và 5 tàu chở hàng của Nhật. Căn cứ thủy phi cơ của Nhật cũng bị tàn phá. Sau đợt tấn công này, Yorktown tiến xuống phía nam để gặp lại Lexington. Sau cuộc tấn công này của quân Mỹ, lực lượng của phó đô đốc Takeo Takagi đang ở phía bắc quần đảo Solomons được lệnh phải tiến gấp tới đối đầu với hạm đội Mỹ. Lực lượng Nhật Bản có nhiệm vụ tiến chiếm hải cảng Morseby vẫn tiếp tục cuộc hành quân và được lực lượng của phó đô đốc Aritomo Goto bảo vệ.
Ở một nơi nào đó về phía Bắc, mười một tàu vận tải đổ bộ được hộ tống bởi các tàu khu trục và được yểm trở bởi chiếc tàu sân bay hạng nhẹ Shōhō, bốn tàu tuần dương hạng nặng và một tàu khu trục, đang hướng tới cảng Moresby. Thêm vào đó, một lực lượng đặc nhiệm Nhật Bản khác - xây dựng chung quanh hai cựu binh của trận Trân Châu Cảng là các tàu sân bay Shōkaku và Zuikaku, và được hộ tống bởi hai tàu tuần dương hạng nặng và sáu tàu khu trục cung cấp sự hỗ trợ từ trên không.

### 6 tháng 5
Sáng ngày 6 tháng 5, Đô đốc Fletcher tập hợp mọi lực lượng Đồng Minh dưới quyền chỉ huy chiến thuật của ông thành Lực lượng Đặc nhiệm TF 17. Sáng sớm ngày 7, ông tách Đô đốc Crace cùng các tàu tuần dương và tàu khu trục dưới quyền hướng đến quần đảo Louisiade để đánh chặn mọi lực lượng đối phương dự định hướng đến cảng Moresby.
Ngày 6 tháng 5, từ các căn cứ mặt đất, các "pháo đài bay" B-17 của Đồng Minh xuất kích ném bom hạm đội Nhật đổ bộ tấn công cảng Moresby nhưng hiệu quả thu được của đợt oanh tạc này không cao. Trong ngày này, cả hai hạm đội Mỹ và Nhật tiếp tục ra sức tìm kiếm nhau trên mặt biển nhưng thời tiết xấu đã ngăn cản điều đó. Các máy bay chiến đấu của phe Đồng Minh liên tục được tăng cường cho trận đánh từ các phi trường tại Cooktown và Mareeba thuộc Cape York Peninsula, Australia.

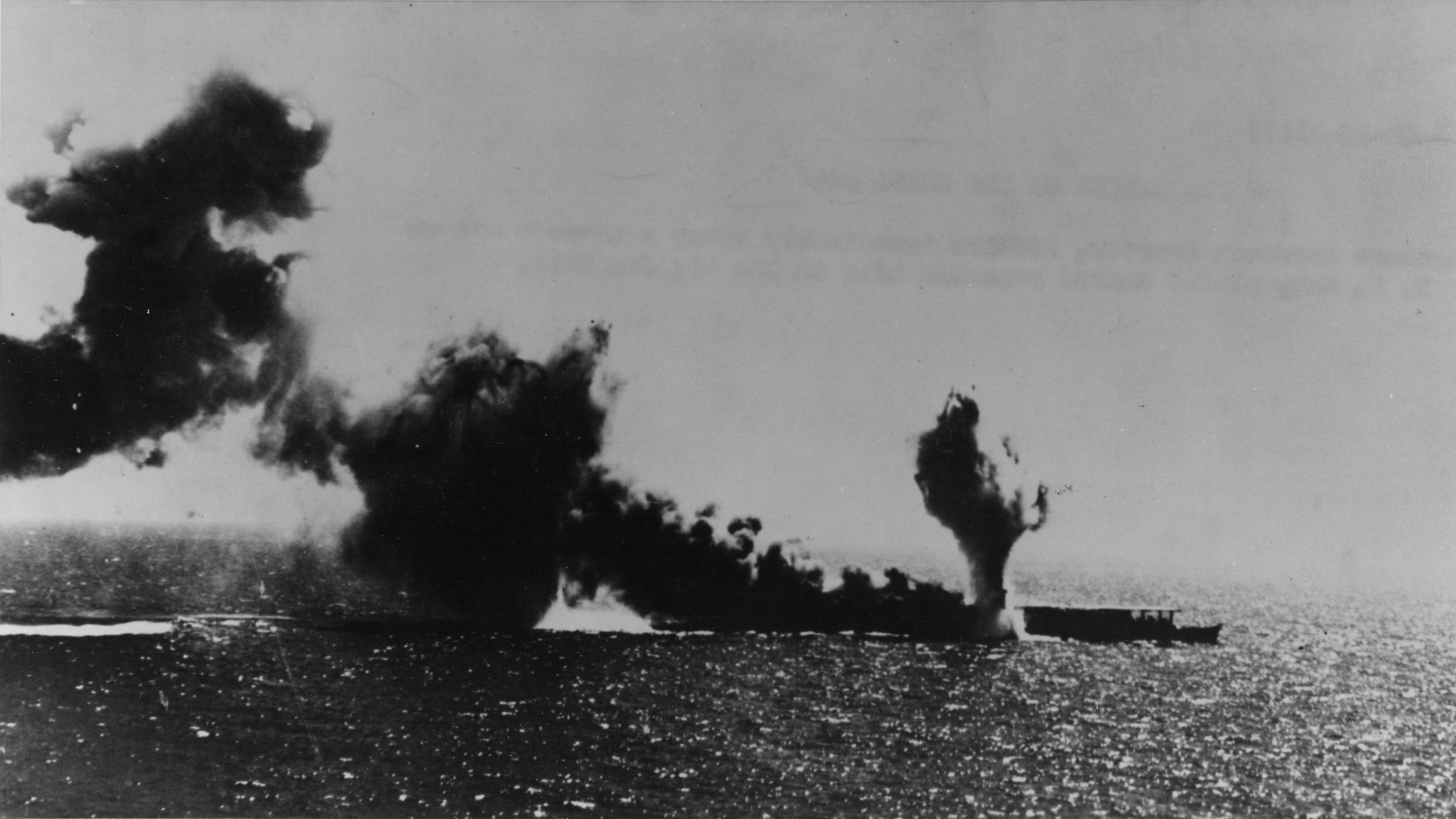
Chiếc Shōhō đang bốc cháy sau khi trúng ngư lôi.

Đêm hôm đó, đô đốc Frank Jack Fletcher, người được giao trọng trách bảo vệ cảng Moresby đã đưa ra một quyết định khó khăn khi điều lực lượng đặc nhiệm 44 thuộc quyền Chuẩn Đô đốc người Australia John Crace chặn tất cả các con đường mà từ đó hạm đội Nhật có thể đổ bộ. Lực lượng trong tay Crace lúc đó bao gồm các tuần dương hạm HMAS Australia, HMAS Hobart và USS Chicago, các khu trục hạm USS Perkins, USS Walke và USS Farragut. Fletcher và Crace đều hiểu rằng khi tung các tàu chiến vào trận đánh mà thiếu sự yểm trợ trên không thì thảm kịch của 2 chiến hạm khổng lồ của Anh HMS Prince of Wales và HMS Repulse cách đây 5 tháng có thể sẽ lặp lại. Nỗi sợ hãi của họ suýt nữa đã trở thành hiện thực khi hạm đội của Crace bị máy bay Nhật tấn công bằng ngư lôi vào chiều ngày 7 tháng 5 tuy nhiên các tuần dương hạm của họ chỉ bị thương nhẹ và gặp tổn thất không đáng kể. Một điều hy hữu đã xảy ra: sau đợt tấn công trên của phi đội Nhật vài phút, hạm đội của Crace đã bị các máy bay B-17 của phe mình vô tình tấn công nhầm nhưng may mắn là không có điều gì đáng tiếc xảy ra.

### 7 tháng 5

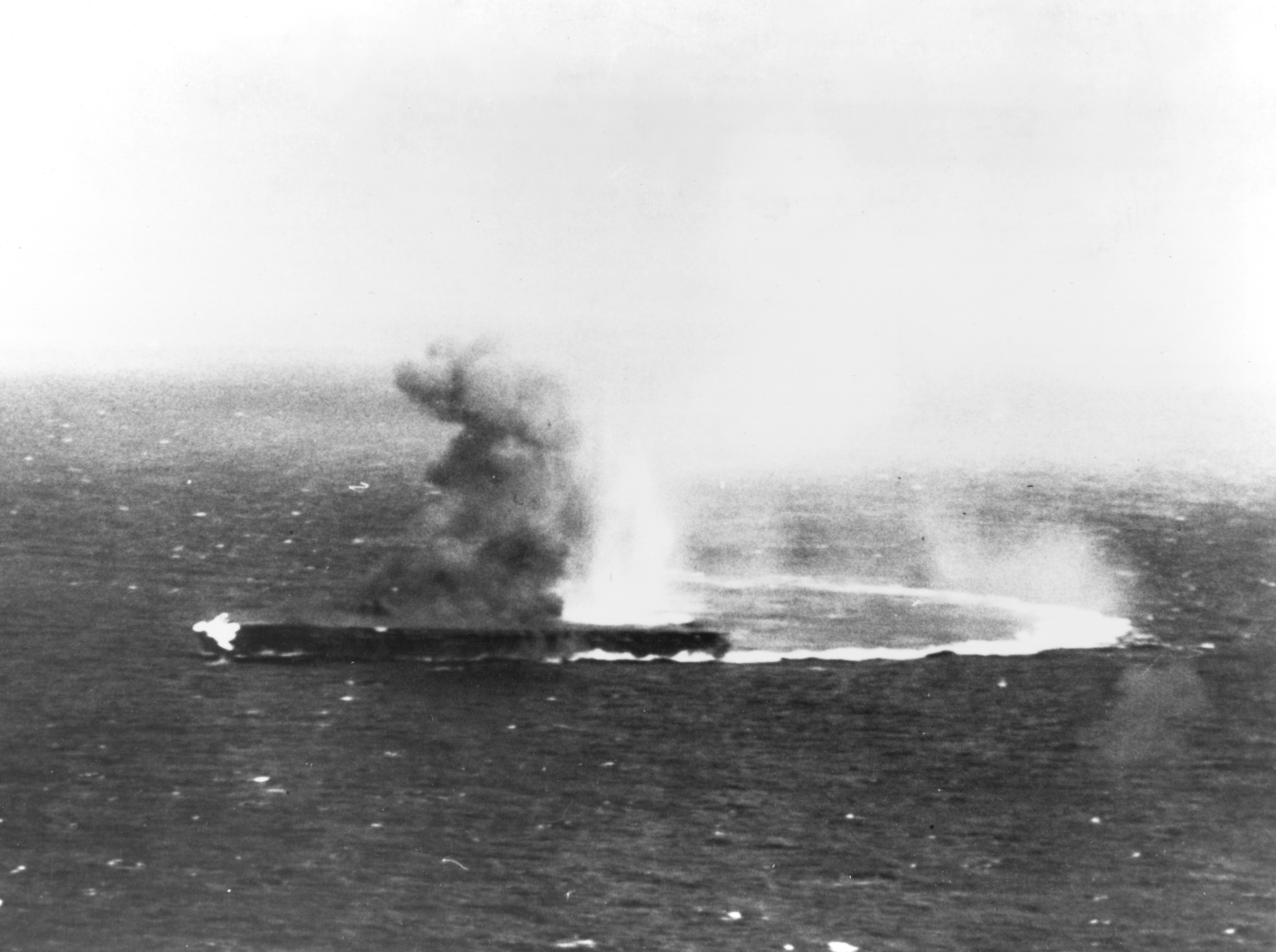
Shōkaku bị trúng bom vào ngày 8 tháng 5 1942

Sáng ngày 7 tháng 5, máy bay trinh sát của Nhật tưởng đã phát hiện được hạm đội Mỹ nên ngay lập tức báo tin về cho bộ chỉ huy. Đô đốc Takeo Takagi thấy cơ hội đã đến liền hạ lệnh cho gần 100 máy bay ném bom và máy bay tiêm kích tấn công. Tuy nhiên khi đến gần mục tiêu các máy bay Nhật mới phát hiện ra đó chỉ là tàu chở dầu cỡ lớn Neosho chứ không phải là hàng không mẫu hạm như trinh sát báo cáo. Chiếc tàu chở dầu này ngay lập tức bị đánh chìm cùng tàu khu trục Sims đi theo hộ tống. Chiếc Sims, do hệ thống pháo phòng không bị hỏng, bị đánh trúng ba quả và chìm nhanh chóng với tổn thất nhân mạng nặng nề. Chiếc Neosho may mắn hơn, cho dù bị đánh trúng trực tiếp bảy quả cùng tám quả gần trúng đích, vẫn còn nổi được đến tận ngày 11, khi những người còn sống sót được tàu khu trục Henley cứu thoát và xác tàu được chiếc tàu khu trục cho đánh chìm.
Trong khi đó, các máy bay ném bom của Mỹ cũng bị hướng dẫn sai đường nên đã bỏ lỡ cơ hội tấn công 2 hàng không mẫu hạm Shōkaku và Zuikaku của Nhật nhưng may mắn trên đường rút về đã phát hiện hàng không mẫu hạm nhỏ Shōhō. 53 máy bay ném bom tuần tiễu, 22 máy bay ném ngư lôi và 15 máy bay tiêm kích từ các tàu sân bay USS Lexington và USS Yorktown lao vào tấn công chiếc Shōhō. Trúng phải bảy ngư lôi và 13 quả bom, Shōhō ngã gục nhanh chóng và bị chìm lúc 08 giờ 35 phút với tổn thất 631 người. Thuyền trưởng Izawa cùng 202 người khác được vớt lên bởi chiếc tàu khu trục Sazanami.
Shōhō trở thành chiếc tàu sân bay Nhật Bản đầu tiên bị đánh chìm tại Mặt trận Thái Bình Dương và tin này nhanh chóng được báo về đại uý hải quân Robert E. Dixon lúc đó đang trên tàu Lexington. Một phi công của Lexington đã báo cáo chiến thắng này bằng một thông điệp radio nổi tiếng "Xóa sổ một tàu sân bay" (Scratch one flattop).
Chiều hôm đó, Shōkaku và Zuikaku, vốn chưa được lực lượng của Đô đốc Fletcher tìm thấy, đã tung ra 27 chiếc máy bay ném bom và máy bay phóng ngư lôi để tìm kiếm các tàu Mỹ. Những chuyến bay này tỏ ra êm ả cho đến khi chúng chạm trán cùng các máy bay tiêm kích của Yorktown và Lexington, và bị bắn rơi chín chiếc trong cuộc không chiến diễn ra sau đó. 18 chiếc còn lại đã không đánh trúng được các tàu chiến Mỹ.
Lúc trời chập tối, ba chiếc máy bay Nhật nhận nhầm chiếc Yorktown là tàu sân bay của mình và dự định hạ cánh. Các khẩu súng trên tàu đã đuổi chúng đi; và các máy bay đối phương đã bay lướt qua mũi chiếc Yorktown trước khi chuyển hướng mất dạng. Hai mươi phút sau, khi có thêm ba máy bay đối phương lại tìm cách hạ cánh trên chiếc Yorktown, các xạ thủ súng lần này đã bắn trúng một trong ba chiếc.

### 8 tháng 5

6 tháng 5:
Tàu chở dầu, Sims và Neosho, tàu sân bay Lexington và Yorktown
Tàu sân bay Shoho, Shokaku và Zuikaku
7 tháng 5:
Tuần dương hạm Mỹ --- Máy bay ném bom Mỹ từ tàu sân bay --- Máy bay ném bom Nhật từ tàu sân bay --- Phi trường mặt đất của Đồng Minh --- phi trường mặt đất của Nhật
1. Sims chìm cùng Neosho.
2. Shoho bị đánh chìm.
3. Tuần dương hạm Mỹ bị tấn công nhưng tổn thất không cao.
8 tháng 5:
4.Lexington và Yorktown bị tấn công.
5. Shokaku bị tấn công.
6. Lexington chìm.

Sáng ngày 8 tháng 5, một máy bay của Lexington đã tìm thấy đội tàu sân bay Nhật; một cuộc tấn công được các tàu sân bay Mỹ tung ra ngay lập tức. Cũng trong sáng hôm đó, một số lớn các máy bay Nhật trên 2 hàng không mẫu hạm trên theo lệnh của Takeo Takagi đã cất cánh đi tìm hạm đội Mỹ.
Hai hạm đội Mỹ và Nhật cuối cùng đã chạm trán nhau ở khoảng cách 175 hải lý. Các máy bay chiến đấu trên hàng không mẫu hạm của cả hai bên đều đồng loạt xuất kích. Hàng không mẫu hạm Zuikaku nhờ lẩn dưới mưa giông nên không bị phát hiện còn Shōkaku bị trúng 3 quả bom, sàn tàu bị tàn phá nặng nề làm cho các máy bay còn lại trên tàu không thể tham gia trận đánh khiến Shōkaku xem như mất khả năng chiến đấu. Các đòn tấn công của hai tàu sân bay Mỹ đã khiến 108 thủy thủ Nhật thiệt mạng và làm bị thương 40 người khác.
Các máy bay Nhật trên đường trở về đã phát hiện ra hạm đội Mỹ và ngay lập tức tấn công. Những chiếc máy bay Wildcat Mỹ tuần tra chiến đấu trên không đã bắn rơi 17 máy bay Nhật, nhưng một số đã tìm cách vượt qua được hàng phòng thủ. Lúc 11 giờ 20 phút, các máy bay Nakajima B5N phóng ra những quả ngư lôi từ cả 2 phía của chiếc Lexington, và nó trúng phải một ngư lôi bên mạn trái. Vài giây sau, một ngư lôi thứ hai đánh trúng mạn trái ngay phía trước cầu tàu. Cùng lúc đó, Lexington trúng phải ba trái bom từ các máy bay ném bom bổ nhào Aichi D3A, khiến nó bị nghiêng 7 độ về mạn trái và phát sinh nhiều đám cháy ở các sàn bên dưới và các thang nâng máy bay không hoạt động.
Trong lúc đó USS Yorktown cũng bị tấn công. Thuyền trưởng Elliott đã điều khiển cơ động chiếc tàu sân bay lẩn tránh được tám ngư lôi. Bị tấn công sau đó bởi những chiếc "Vals", chiếc tàu đã tìm cách né tránh được tất cả ngoại trừ một quả bom. Quả bom duy nhất này đã xuyên thủng sàn đáp và phát nổ ở các sàn bên dưới, làm thiệt mạng hay bị thương nặng 66 người.

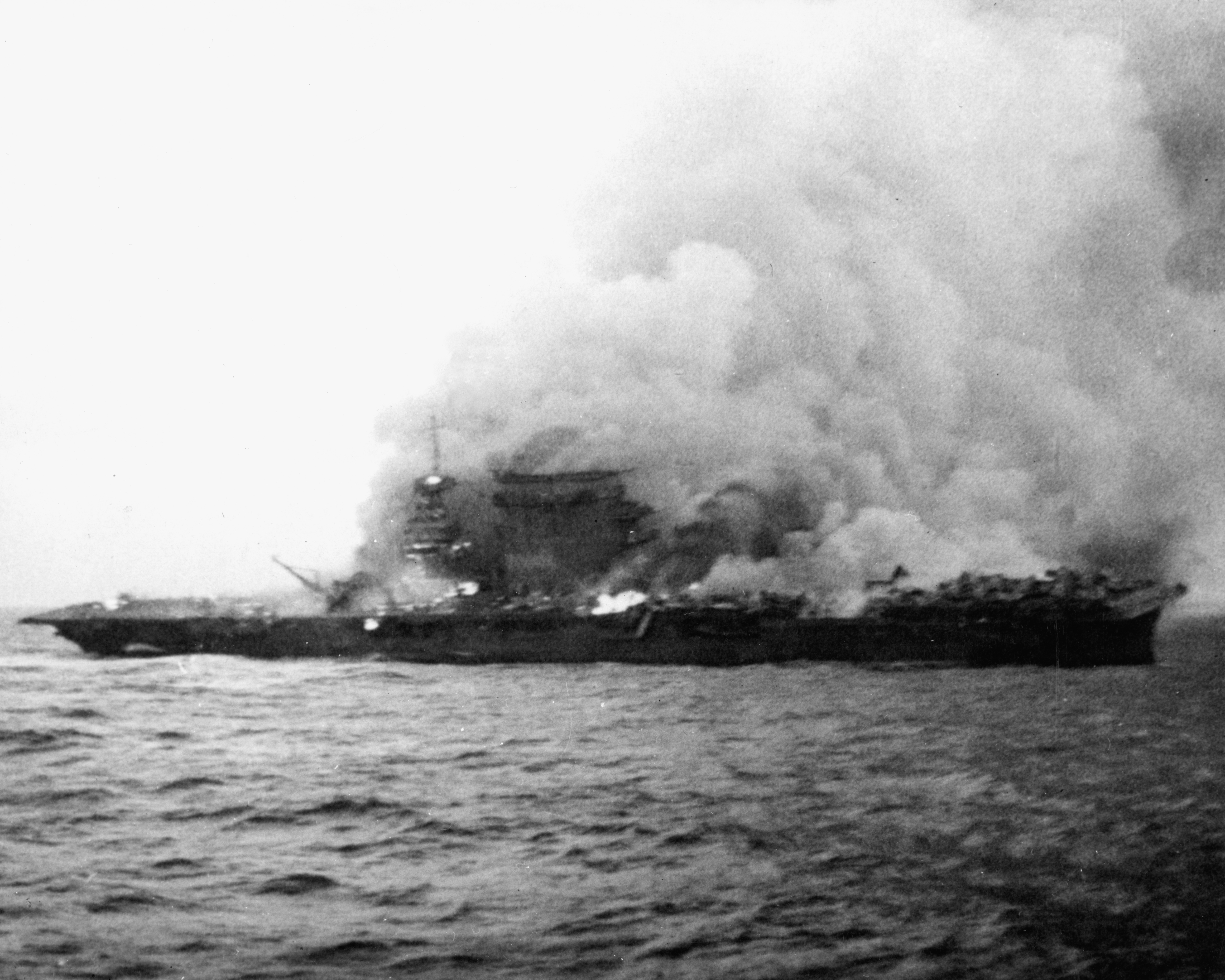
USS Lexington đang bốc cháy

Đến 13 giờ, các nhóm cứu nạn đã kiểm soát được các đám cháy và giữ được chiếc Lexington thăng bằng, và nó có thể di chuyển được với vận tốc 25 knot (46,3 km/h; 28,8 mph) và đã sẵn sàng để thu hồi các phi đội của nó. Bổng bất ngờ chiếc Lexington bị rung chuyển bởi một vụ nổ lớn gây ra bởi cháy hơi xăng bên dưới, và các đám cháy lại không thể kiểm soát được. Đến 15 giờ 58, thuyền trưởng Frederick Carl Sherman, do lo ngại cho sự an toàn của thủy thủ đoàn làm việc bên dưới, đã ra lệnh chấm dứt mọi hoạt động cứu nạn và mọi người phải tập trung lên sàn đáp. Lúc 17 giờ 01 phút, ông ra lệnh "bỏ tàu" và việc di tản được tuần tự tiến hành. Thủy thủ đoàn di chuyển ra hai bên nhảy vào nước biển ấm được các tàu tuần dương và tàu khu trục kế bên vớt gần như ngay lập tức. Đô đốc Aubrey Wray Fitch và bộ tham mưu của ông chuyển sang chiếc tàu tuần dương Minneapolis. Chiếc Lexington vẫn bốc cháy, ngọn lửa bốc cao hàng trăm mét. Để tránh bị đối phương bắt được, chiếc tàu khu trục Phelps tiến đến gần ở khoảng cách 1.370 m (1.500 yd) và bắn hai trái ngư lôi vào sườn của nó; với một tiếng nổ lớn cuối cùng, chiếc Lexington bị chìm lúc 19 giờ 56 phút.
17 giờ chiều ngày 8 tháng 5, phó đô đốc Shigeyoshi Inoue bất thần ra lệnh lực lượng xung kích phải ngưng cuộc tấn công, và rút lui khỏi vùng chiến trường. Tiếp theo đó là lệnh đình hoãn kế hoạch tiến chiếm hải cảng Morseby và các toán hải quân hỗ trợ việc tiến chiếm hải cảng Morseby phải quay trở về căn cứ tại Rabaul. Lệnh tạm hoãn cuộc tấn công này được đưa ra là vì ông ước tính rằng mặc dù hải quân Nhật đã đè bẹp lực lượng mẫu hạm của Mỹ nhưng sức mạnh của Nhật còn lại không đủ để bảo vệ lực lượng đổ bộ vào hải cảng Morseby.
Khi báo cáo lệnh lui quân về bộ tư lệnh hải quân tối cao thì đô đốc Yamamoto Isoroku vô cùng tức giận trước quyết định của Inoue vì ông ta đã không khai thác được lợi điểm trong việc đánh chìm được mẫu hạm địch buổi sáng hôm đó. Yamamoto gửi ngay cho Inoue, tư lệnh đệ tứ hạm đội, một điện tín bằng những lời lẽ rất cứng rắn, yêu cầu Inoue phải dùng mọi nỗ lực để tiêu diệt hoàn toàn hải lực còn lại của địch quân. Phó đô đốc Takeo Takagi cũng được lệnh phải tiến về hướng nam và phải tìm cho ra lực lượng hải quân của Mỹ để tiêu diệt. Nhưng lực lượng của Takagi cố gắng tìm kiếm thêm hai ngày nữa, nhưng vô hiệu quả, và đành phải rút lui khỏi vùng Biển San Hô vào đêm 10 tháng 5.

## Kết quả
Kết thúc trận đánh, tổn thất của 2 bên như sau: hải quân Nhật bị đánh chìm 1 tàu sân bay hạng nhẹ và 1 khu trục hạm, 1 tàu sân bay cỡ lớn bị hư hại nặng và 69 máy bay chiến đấu. Trong khi đó tổn thất của hải quân Mỹ là 1 tàu sân bay cỡ lớn (USS Lexington), 1 tàu chở dầu cỡ lớn, 1 khu trục hạm bị chìm, 1 tàu sân bay cỡ lớn bị hư hại nặng (USS Yorktown) và 65 máy bay chiến đấu.
Cả hai bên ai cũng tuyên bố mình chiến thắng và đưa tin tuyên truyền phóng đại tổn thất của đối phương. Tờ New York Times (Mỹ) số 9/5 đưa tin: "NGƯỜI NHẬT BỊ ĐẨY LÙI TRONG TRẬN ĐÁNH LỚN Ở THÁI BÌNH DƯƠNG VỚI 17 ĐẾN 22 TÀU CHIẾN CỦA CHÚNG BỊ ĐÁNH CHÌM HOẶC TÊ LIỆT: ĐỊCH THÁO CHẠY, TÀU CHIẾN ĐỒNG MINH TRUY ĐUỔI". Ngược lại, Tờ Japan Times & Advertiser tuyên bố kẻ địch đã tổn thất kinh hoàng. Hitler thì hớn hở tin vào tuyên bố của Nhật và tuyên bố: “Sau thảm bại mới mẻ này các tàu chiến Mỹ khó có thể dám đương đầu với hạm đội Nhật một lần nữa, vì bất tàu chiến Hoa Kỳ nào chấp nhận đương đầu với các lực lượng Nhật đều kể như thảm bại.” Bộ tư lệnh Hải quân Nhật thì tin rằng cả hai tàu Yorktown và Lexington đã bị đánh chìm (thực ra Yorktown hỏng nặng nhưng không chìm), một cú nốc ao vào sức mạnh Mỹ ở Thái Bình Dương.
Về mặt chiến thuật, hải quân Nhật xem như giành được 1 thắng lợi nhỏ khi họ chỉ mất 1 hàng không mẫu hạm loại nhỏ và bị thương 1 hàng không mẫu hạm lớn trong khi Mỹ mất 1 hàng không mẫu hạm lớn và bị hỏng nặng 1 hàng không mẫu hạm lớn. Về mặt chiến lược, trận đánh này là 1 thất bại của hải quân Nhật khi họ đã không thể đổ bộ lên bờ biển phía nam New Guinea khiến cho kế hoạch tấn công Australia cũng theo đó mà phá sản. Với kết quả này, quân Đồng Minh đã phần nào lấy lại được thế chủ động tại chiến trường Thái Bình Dương sau gần 6 tháng thời điểm diễn ra trận Trân Châu cảng.
Ngoài ra, trận chiến biển Coral còn gây ra những hệ quả cho trận Midway sau này, trận đánh có tính chất quyết định tại chiến trường Thái Bình Dương. 2 tàu sân bay Shōkaku và Zuikaku của hải quân Nhật đã không thể tham gia trận Midway vào tháng 6 1942 vì không kịp hồi phục. Ngược lại, tàu sân bay Yorktown của Mỹ cũng bị thương rất nặng nhưng đã được sửa chữa kịp thời và góp phần giúp hải quân Mỹ đánh bại hoàn toàn hải quân Nhật trong trận Midway.